# 馬耶魯鄉
47°24′N 24°45′E / 47.400°N 24.750°E
馬耶魯鄉（羅馬尼亞語：Comuna Maieru, Bistrița-Năsăud），是羅馬尼亞的鄉份，位於該國西北部，由比斯特里察-訥瑟烏德縣負責管轄，面積130平方公里，海拔高度480米，2007年人口7,681，人口密度每平方公里59人。

## 友好城市
- 法國 埃德尔河畔诺尔